# Megastes australis
Megastes australis là một loài bướm đêm trong họ Crambidae.